# Betty Ambatielos
Betty Bartlett-Ambatielos (octobre 1917 - 16 octobre 2011) est une militante communiste anglo-grecque, connue pour son combat en faveur des prisonniers politiques grecs.

## Biographie
Fille d'une institutrice et d'un contrôleur des mines, Betty Bartlett rejoint le Parti communiste britannique en 1937. Après plusieurs années de militantisme à Birmingham, le parti l'envoie à Cardiff jouer le rôle d'intermédiaire avec l'Union des marins grecs (1940). Elle y rencontre alors Antonis « Tony » Ambatielos (el), un membre important du Parti communiste grec, avec lequel elle ne tarde pas à entretenir une liaison. Le couple se marie en 1944 et part peu après en Grèce, pays qui vient tout juste d'être libéré de l'occupant nazi.
À l'époque, se joue le premier épisode de la guerre civile grecque, qui oppose communistes et conservateurs. Membre actif du Parti communiste, Tony Ambatielos est arrêté en 1945 et condamné à la peine capitale. En dépit du danger, Betty fait le choix de rester en Grèce et milite activement pour faire libérer son époux. Ses efforts restent vains mais elle parvient au moins à faire commuer la peine de Tony en prison à perpétuité (1948).
En 1949, Betty revient au Royaume-Uni, où elle fonde, avec d'autres personnalités, la Ligue pour la Démocratie en Grèce, un outil de lobbying farouchement opposé au régime en place à Athènes. En 1961, Betty s'en prend au Premier ministre Konstantinos Karamanlis lors de sa visite officielle à Londres. Deux ans plus tard, elle prend la tête de manifestants qui poursuivent la reine Frederika de Grèce et sa fille Irène à la sortie de leur hôtel à Londres, événement qui provoque des tensions diplomatiques entre la Grèce et le Royaume-Uni (1963).
En 1964, Tony est finalement libéré et Betty le rejoint en Grèce. Le Parti communiste restant interdit, le couple milite au sein de sa vitrine légale, la Gauche démocratique unie (EDA).
En 1967, la dictature des colonels met Betty et Tony en état d'arrestation. Grâce aux pressions internationales, Betty est libérée en juin mais son mari reste encore en prison de longues années. De retour à Londres, Betty reprend son travail de lobbying contre la dictature hellène.
Avec la restauration de la démocratie, Betty revient une nouvelle fois en Grèce. En 1981, elle est élue au bureau central du Parti communiste grec, désormais autorisé. 
Elle meurt en 2011.

## Œuvres
- (en) They shall not die : the trial of Greek Freedom : based on letters from Betty Bartlett (1949)
- (en) Asimina Ambatielos: the story of a heroic Greek mother (1951)
- (en) Give me back my husband: Release Tony Ambatielos and all the political prisoners of Greece (1963)